# Джулат
Джулат (рос. Джулат) — село у Терському районі Кабардино-Балкарії Російської Федерації.
Орган місцевого самоврядування — сільське поселення Джулат. Населення становить 272 особи.

## Історія
Згідно із законом від 27 лютого 2005 року органом місцевого самоврядування є сільське поселення Джулат.

## Населення
| 1979 | 1989 | 2002 | 2010 | 2012 | 2013 | 2014 |
| ---- | ---- | ---- | ---- | ---- | ---- | ---- |
| 182  | ↗262 | ↗277 | ↘272 | ↗277 | ↗278 | →278 |
| 2015 | 2016 | 2017 | 2018 | 2019 | 2020 |      |
| ↘268 | ↗275 | ↘266 | ↘259 | ↘257 | ↗260 |      |